# تيم دانيال
تيم دانيال (بالإنجليزية: Tim Daniel)‏ هو لاعب كرة قدم أمريكية ولاعب كرة القدم الكندية أمريكي، ولد في 14 سبتمبر 1969 في أتلانتا في الولايات المتحدة.

## وصلات خارجية
- تيم دانيال على موقع JustSportsStats.com (الإنجليزية)